# Енгелхартсцел на Дунав
Енгелхартсцел на Дунав (на немски Engelhartszell an der Donau) е град в провинция Горна Австрия, Австрия, с население 971 души към 2014 г.

## Географско местоположение
Град Енгелхартсцел на Дунав се намира в горното поречие на р. Дунав на 302 m надморска височина. Общината е разположена на 9,2 km от север на юг и 7,4 km от запад на изток. Общата площ е 18,8 km2. 57,4% от площта е покрита с гори, а 28,2% от площта се използват за земеделие.
Главният град на община Енгелхартсцел на Дунав е Енгелхартсцел (на немски Engelhartszell), в превод от немски „Ангелско сърце“.
Другите области на общината са: Engelszell Kronschlag, Maierhof, Oberranna, Ronthal, Saag и Stadl.

## Население
- Според преброяване от 1991 година в града живеят 1160 жители.
- През 2001 година населението е 1172 жители.
- През 2015 година населението е 972 жители.

## Политика
Кмет към 2013 г. е Роланд Пичлер (Roland Pichler).

## Забележителности
- В Енгелхартсцел, от 1926 до днес, се намира единствената трапистка църква в Австрия към абатство Енгелсцел. Църквата е изградена през 1293 година като цистерциански манастир и е решена в стил рококо. Това е един от най-пищните представители на религиозната архитектура в Австрия.
- Kaiserliches Mauthaus – готическа сграда със сводеста изба от 15 век.
- Römercastell Stanacum – римска крепост с четири кръгли кули в област Oberranna.